# Oxysarcodexia plebeja
Oxysarcodexia plebeja is een vliegensoort uit de familie van de dambordvliegen (Sarcophagidae). De wetenschappelijke naam van de soort is voor het eerst geldig gepubliceerd in 1946 door Lopes.